# A Malaysia Airlines 17-es járatának katasztrófája
A Malaysia Airlines 17-es, Amszterdam és Kuala Lumpur közötti menetrend szerinti járata helyi idő szerint 2014. július 17-én délután lezuhant az orosz–ukrán határ közelében, a Donecki területen. A 9M–MRD lajstromjelű Boeing 777–200ER típusú repülőgépen 283 utas és 15 főnyi személyzet tartózkodott, a tragédiában mindannyian életüket veszítették. Ez volt a legtöbb halálos áldozattal járó légi katasztrófa a 2001. szeptember 11-ei terrortámadások óta és ebben az évben a Malaysia Airlinesnak már a második súlyos légi katasztrófája.
A Holland Biztonsági Testület előzetes jelentése szerint több, kívülről érkező nagy energiájú tárgy okozta szerkezeti károsodás miatt a levegőben darabokra szakadt a repülőgép. Műszaki meghibásodásra vagy a személyzet hibájára semmi sem utal.
2015. október 13-án jelent meg a Holland Biztonsági Testület zárójelentése, amely szerint a gépet Buk rakétarendszerrel lőtték le.
2022 novemberében az ügyben ítéletet hozott a holland bíróság. Bizonyított, hogy a gépet elpusztító orosz gyártmányú rakétát az Orosz Föderáció szállította az oroszbarát szeparatistáknak, és azt a szeparatisták által ellenőrzött területről lőtték ki. Az ítéletben két orosz állampolgárt, Igor Vszevolodovics Girkint, Szergej Dubinszkijt, valamint egy ukrán állampolgárt, a szakadárok oldalán harcoló Leonyid Harcsenkót életfogytiglani börtönbüntetésre ítélték. Egy orosz állampolgárt, Oleg Pulatovot pedig felmentettek. A tömeggyilkosok elkerülték a letartóztatást.

## A repülőgép
A malajziai 17-es járatszámon egy Boeing 777–2H6ER repülőgép üzemelt, melynek sorozatszáma 28411, regisztrációs kódja (lajstromjele) 9M–MRD. Ez volt a 84. Boeing 777, amit legyártottak, 1997 tavaszán hagyta el a seattle-i gyárat, első felszállását 1997. július 17-én hajtotta végre. Új gyártásként vette át a Malaysia Airlines 1997. július 29-én. A repülőgépet két Rolls-Royce Trent 800 gázturbina hajtotta és a megrendelő kérésére a fedélzeten 282 utas szállítására lett férőhely kialakítva.
A Boeing 777-es típust 1994 óta gyártják, nemzetközi szakújságírók szerint több repülésbiztonsági rekord felállítója. Az 1995. júniusi első üzemi járatfelszállása óta összesen négy komoly, törzsvesztéses A kategóriájú repülőesemény következett be: 2008-ban a British Airways 38-as járatának balesete, 2011-ben az EgyptAir parkoló 777–200-asánál tűz ütött ki a pilótafülkében a Kairói nemzetközi repülőtéren és 2013-ban az Asiana Airlines 214-es járatának balesete, amelyben három ember halt meg. A negyedik a Malaysia Airlines 2014. március 8-án eltűnt 370-es járata, amelynek sorsáról a mai napig nem került elő pontos információ.

## Előzmények

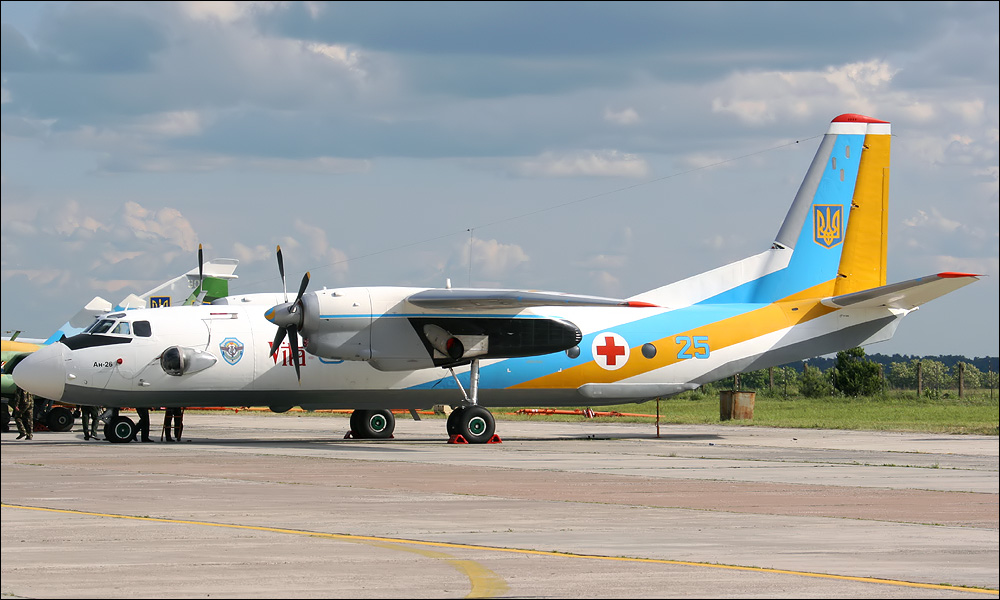
A 2014. június 14-én lelőtt repülőgéphez hasonló ukrán An−26-os

A Nemzetközi Polgári Repülési Szervezet (ICAO), valamint az Európai Unió és az Amerikai Egyesült Államok légügyi hatóságai már 2014 áprilisában figyelmeztették a polgári légitársaságokat és a pilótákat, hogy az ukrán légtér használata veszélyekkel járhat. Az ICAO egyébként nem határoz meg nem biztonságos légtereket, csak ajánlásokat tehet. A légterek és légi útvonalak használatát az egyes országok légügyi hatóságai korlátozhatják, vagy tilthatják meg a légitársaságaik számára.
Az Európai Repülésbiztonsági Ügynökség (EASA) április 3-án kiadott biztonsági közleményében a Krím feletti légtér elkerülését ajánlotta, de az egyéb ukrán légterekkel kapcsolatban nem fogalmazott meg ajánlásokat. Korábban az Amerikai Egyesült Államok Szövetségi Légügyi Hivatala (FAA) áprilisban megtiltotta az amerikai légitársaságok gépeinek a berepülést a szimferopoli léginavigációs körzetbe (gyakorlatilag a Krím fölötti légtérbe), egyúttal ajánlásokat fogalmazott meg, hogy más ukrán légikörzetek használata esetén tanulmányozni kell a biztonsági helyzetet.
A maláj gép által használt útvonalat naponta 200–300 repülőgép vette igénybe az eseményt megelőző időszakban, az utolsó héten azonban már csak körülbelül ennek egyharmada, napi 100 repülőgép haladt ezen az útvonalon. A kelet-ukrajnai harcok körzetében 2014 júniusában erősödött meg a szeparatista erők légvédelmi tevékenysége. A Doneck és Luhanszk környékén tevékenykedő orosz szeparatista erőknél 2014. június elejétől jelentek meg hatékony légvédelmi fegyverek, a légvédelmi gépágyúk mellett kis hatómagasságú hordozható légvédelmi rakéták, melyek 2-3 ezer méteres hatómagassággal rendelkeznek. Ennek eredményeként kezdetben néhány helikopter lőttek le, vagy rongáltak meg a kelet-ukrajnai orosz erők. Az ilyen rakétákkal elért legjelentősebb támadás az Ukrán Légierő Il–76-os szállító repülőgépének lelövése volt a luhanszki repülőtérnél 2014. június 14-én, amelyben 49 ukrán katona vesztette életét. A maláj gépet ért támadásig körülbelül tíz ukrán repülőgépet lőttek le az orosz erők, többségében hordozható légvédelmi rakétával.
2014. július elejétől hatékonyabb és nagyobb hatómagasságú légvédelmi rakétákat is bevetettek a kelet-ukrajnai harcokban. A rakéták eredete egyelőre nem tisztázott. A szeparatisták 2014. június 29-én vonták ellenőrzésük alá a Doneckben állomásozó A−1402 jelzésű katonai egység (Donecki légvédelmi rakétaezred) bázisát. A 2007-ben Odesszából Doneckbe telepített ezredet is Buk rendszerrel szerelték fel. Az Ukrán Védelmi Minisztérium tájékoztatása szerint a donecki bázison nem jutottak használható fegyverhez a szeparatisták. Az ezred fegyverzetét a bázis feladása előtt áttelepítették, ott csak elavult eszközöket és járműveket hagytak.
Június folyamán Oroszországból számos nehézfegyvert szállítottak át Ukrajnába a szeparatisták támogatására, köztük harckocsikat (T–64), rakéta-sorozatvetőket (BM–21 Grad), páncélozott szállító harcjárműveket.
A 2014. július 1-jén az ukrán elnök felfüggesztette az egyoldalú tűzszünetet és az ukrán erők felújították a katonai műveleteiket. A felerősödő katonai tevékenység miatt Ukrajna részleges légtárzárat rendelt el és Kelet-Ukrajna felett 7900 m-ig lezárta a légteret a polgári repülés elől.
Július 14-én orosz szeparatisták lelőtték az Ukrán Légierő 6400 m-en (21 ezer láb), a hordozható légvédelmi rakéták hatómagassága felett repülő An–26-os szállító repülőgépét. A szeparatisták bejelentették, hogy a gépet Buk rakétarendszerrel lőtték le. Az eset után az ukrán hatóságok azt tanácsolták, hogy az utasszállító gépek ne repüljenek 9800 m (32 ezer láb) alatt a kelet-ukrajnai térségben. Két nappal később az Ukrán Légierő Szu–25-ös csatarepülőgépét veszítette el a térségben, de később kiderült, hogy a gépet légiharc-rakétával lőtték le.

## Események

A repülőgép útvonala

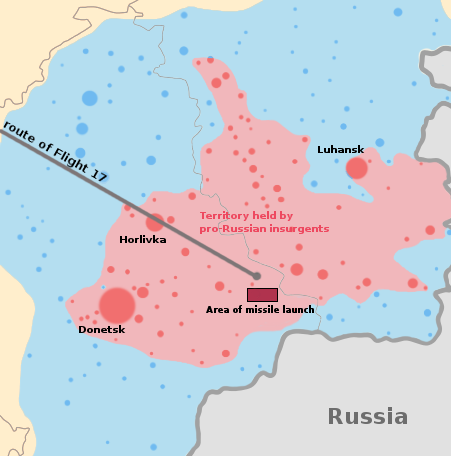
A gép lezuhanásának helye a Donecki és a Luhanszki terület térképén. Rózsaszínnel jelölve az esemény idején a szeparatisták által ellenőrzött terület, kékkel az ukrán kormányerők ellenőrzése alatt lévő terület.

A repülő közép-európai nyári idő szerint 12:14-kor (UTC: 10:14) szállt fel az Amszterdam-Schiphol repülőtérről. Majdnem 12 órányi út után kellett volna megérkeznie a Kuala Lumpur nemzetközi repülőtérre, helyi idő szerint július 18-án 6:10-kor (UTC: július 17., 22:10). A gép a Nyugat-Európa és Délkelet-Ázsia között leggyakrabban használt és legzsúfoltabb L980 jelű útvonalon haladt. Az ukrán légiirányítás helyi idő szerint 16:15-kor (UTC: 13:15) elvesztette a kapcsolatot a repülőgéppel, 30 km-re a tamaki fordulóponttól, körülbelül 50 kilométerre az orosz–ukrán határtól. A járat a tervezett útvonalán haladt, az ukrán távolkörzeti irányítás által megadott 10 058 méter helyett 10 668 méter magasságban, a személyzet nem adott le vészjelzést. A gép Kelet-Ukrajnában, a Donecki területen, Hrabove település közelében, Toreztől északra zuhant le, nem sokkal azelőtt, hogy belépett volna az orosz légtérbe.
Az Interfax orosz hírügynökség egy meg nem nevezett ukrán forrásra hivatkozva még aznap bejelentette, hogy a repülőgépet 10 000 méter magasságban egy Buk légvédelmirakéta-rendszerrel lőtték le. Néhány órával később az ukrán miniszterelnök mindössze annyit mondott, „nem zárható ki” a lelövés sem, de a lezuhanás okait egyelőre nem tudják.
Ez a repülési magasság kizárja a kézi, vállról indítható légvédelmi rakéta alkalmazásának lehetőségét (ami nagyjából 5000 m magasságig használható). Amerikai hírszerzői jelentések megerősítették, hogy föld-levegő rakéta indítását észlelték, aminek pontos kilövőhelye egyelőre ismeretlen, de az nagy valószínűséggel kijelenthető, hogy az oroszbarát szeparatisták által ellenőrzött területről történt. Barack Obama amerikai elnök szerint ezt a rakétatípust csak speciális kiképzés elvégzése után, Oroszország támogatásával lehetett használni, tehát a tragédiáért ők is felelősek. Feltételezhető, hogy a szeparatisták ukrán katonai repülőgépnek gondolták a maláj járatot.
A történtek után számos légitársaság bejelentette, hogy gépeik elkerülik az ukrán légteret.

### Kutatás-mentés
A gép a szeparatisták által ellenőrzött területen zuhant le, így ők tudták elsőként elérni és ellenőrzésük alá vonni a helyszínt. Erről a későbbi nyomozás során több, vélhetően a helyszínre érkező szeparatisták által készített, mobiltelefonos videófelvétel is előkerült. Az ausztrál News.com.au által, 2015-ben közzétett felvételen látható, ahogy a helyszínre érkező szeparatisták a még lángoló roncsok és az azok között heverő holttestek között keresgélnek, miközben megállapítják, hogy ez egy utasszállító gép. A háttérben zajló telefonbeszélgetés során valaki az után érdeklődik, hogy van-e másik lezuhant gép és közli beszélgetőtársával, hogy a helyszínen egy utasszállító roncsa van. A katonák a fekete dobozt keresik és az áldozatok csomagjaiban kutatnak. Leolvassák a gépről a Malajzia feliratot és egyes utasok állampolgárságát is. A felvétel készítője dühös, miután a roncsokat polgári utasszállítóként azonosítják illetve egy beszélő értetlenkedik, hogy hogyan került ez a gép az adott légtérbe. A hírportál szerint a felvétel közzé nem tett részén a felkelők először egy Szuhoj vadászgépként azonosítják a roncsokat, majd amikor nyilvánvalóvá válik, hogy egy utasszállító roncsai és áldozatai közt állnak, akkor értetlenkedni kezdenek.
A szeparatisták első közléseikben arról nyilatkoztak, hogy megtalálták a repülőgép repülési adatrögzítőit, amiket majd Oroszországba juttatnak el. Oroszország először úgy határozott, hogy nem veszi át a fekete dobozokat. Később cáfolták korábbi állításukat és azt közölték, hogy nem találták meg a helyszínen egyik adatrögzítőit sem.
Helyi jelentések szerint a kelet-ukrajnai szeparatisták a katasztrófa napján akadályozták a mentési munkálatokat, a kutató-mentőket és az ukrán rendőrséget nem engedték belépni a területre. További probléma, hogy a kutatás-mentés során az áldozatok értékeit (készpénz, mobiltelefonok, ékszerek, bankkártyák) hullarablók tulajdonították el. A Holland Bankszövetség (NVB) arra szólította fel a hollandiai bankokat, hogy tegyenek megelőző intézkedéseket az áldozatoktól eltulajdonított bankkártyák esetleges felhasználása ellen.
A kutatást és az eset kivizsgálását nehezítette, hogy a területet ellenőrző orosz szeparatista erők nem engedték a roncsok közelébe az EBESZ megfigyelőit. A vizsgálat nehezítése és a bizonyítékok eltüntetésének szándékával a szeparatisták a gép roncsainak egy részét elszállították. Ennek részeként július 19-én éjszaka orosz fegyveresek 38 áldozat maradványait Doneckbe szállították vizsgálatra. Félő, hogy a holttestekbe hatolt rakétaalkatrészek és repeszek eltávolításával manipulálható lesz a vizsgálat.
A holttestek egy részét a helyszínről Torez vasútállomásán álló három hűtővagonba szállították.

### Légtérzár
Az eset után Ukrajna teljesen lezárta a kelet-ukrajnai légteret. A Donecki terület feletti légteret előzőleg július 1-től 26 000 láb (7900 méter), majd július 14-től 32 000 láb (9800 méter) magasság alatt zárták le. Az Eurocontrol közleménye szerint az MH17-es járat 33 000 láb (10 000 méter) magasságon, a korlátozott zóna felett haladt. Néhány légitársaság, többek között a Qantas, a Korean Air, a British Airways, már hónapokkal korábban úgy döntött, hogy biztonsági okok miatt elkerüli a térséget.

### Kronológia
| Utazási idő | UTC   | Közép-európai nyári idő (UTC+2) | Ukrajnai nyári idő (EEST, UTC+3) | Maláj idő (UTC+8) | Esemény                                |
| ----------- | ----- | ------------------------------- | -------------------------------- | ----------------- | -------------------------------------- |
| 00:00       | 10:14 | 12:14                           | 13:14                            | 18:14             | Felszállás Amszterdamban a Schipholról |
| 03:01       | 13:15 | 15:15                           | 16:15                            | 21:15             | A géppel megszakadt a kapcsolat        |

## Az utasok
| Állampolgárság | Utasok | Személyzet | Összesen |
| --- | ------ | ---------- | -------- |
| Hollandia[a] | 193    |            | 193      |
| Malajzia | 28     | 15         | 43       |
| Ausztrália | 27     |            | 27       |
| Indonézia | 12     |            | 12       |
| Egyesült Királyság[b] | 10     |            | 10       |
| Németország | 4      |            | 4        |
| Belgium | 4      |            | 4        |
| Fülöp-szigetek | 3      |            | 3        |
| Kanada[c] | 1      |            | 1        |
| Új-Zéland | 1      |            | 1        |
| Összesen | 283    | 15         | 298      |
| - ↑ a: 1 fő holland–amerikai kettős állampolgár - ↑ b: 1 fő brit–dél-afrikai kettős állampolgár - ↑ c: 1 fő kanadai–román kettős állampolgár |        |            |          |

A Malaysia Airlines megerősítette, hogy 283 utas és 15 fős személyzet tartózkodott a fedélzeten, akik közül 193 holland (egy közülük holland–amerikai), 43 malajziai, 27 ausztrál, 12 indonéz, 10 brit (egy közülük brit–dél-afrikai), 4 német, 4 belga, 3 Fülöp-szigeteki, 1 új-zélandi és 1 kanadai–román kettős állampolgár volt. Az utaslista aktualizálása idején zavart okozott az, hogy a fedélzeten három csecsemő is tartózkodott, velük emelkedett az utaslétszám 280-ról 283-ra.
Nagy Anna külügyi szóvivő tájékoztatása szerint az összes áldozat azonosítása megtörtént, melyet a holland külügyminisztérium tett közzé. Eszerint magyar állampolgárságú személy nem utazott a repülőgépen.
Számos utas hivatalos meghívott volt a Melbourne-ben, azon a hétvégén megrendezésre kerülő 20. Nemzetközi AIDS-konferenciára. Közöttük volt Joep Lange, a Nemzetközi AIDS-társaság korábbi elnöke (2002–2004), aki részt vett a konferencia szervezésében. Az áldozatok között volt Willem Witteveen holland szenátor és Liam Davison ausztrál regényíró is.

## Reakciók
Helyi
- Az ukrán belügyminisztérium szóvivője, Anton Herascsenko kijelentette, hogy a polgári repülőgépet egy orosz gyártmányú Buk légvédelmi rakétarendszerrel lőtték le a szeparatisták.[31][55] Később az ukrán kormány egyik sajtószóvivője finomított a korábbi kijelentésen, „nem zárható ki” az, hogy lelőtték a repülőgépet.[56]

Nemzetközi
- A holland miniszterelnök, Mark Rutte kijelentette: „Mélységesen sokkolt az Amszterdamból Kuala Lumpurba tartó, Malaysian Airlines MH17-es járatának drámai híre, ami Ukrajnában lezuhant.[57] Később bejelentette, hogy megszakítja szabadságát, hogy koordinálja a holland választ.[57]
- Az orosz elnök, Vlagyimir Putyin legmélyebb részvétét fejezte ki a maláj miniszterelnöknek, Najib Razaknak, a maláj népnek és az áldozatok rokonainak,[58] továbbá az esemény hatására tűzszünetre szólította fel az oroszbarát szeparatistákat Kelet-Ukrajnában, és a velük szemben álló ukrán kormányerőket.[59]
- Áder János, Magyarország köztársasági elnöke hivatalos táviratban nyilvánított részvétet Vilmos Sándor holland és Ibni al-Marhum Tuanku Abdul Halim malajziai uralkodónak. Navracsics Tibor magyar külgazdasági és külügyminiszter szintén írásbeli részvétet nyilvánított a holland külügyminiszternek, Frans Timmermansnak.[49]

## Orosz dezinformációs kísérletek
2014-2015 során az orosz fél álláspontja több alkalommal változott, többnyire egymásnak ellentmondó teóriákról tettek közzé „bizonyítékokat”.
Néhány nappal a katasztrófa után, 2014. július 21-én az Orosz Védelmi Minisztérium sajtótájékoztatót tartott, amelyen műholdképekkel igyekeztek bizonyítani, hogy egy ukrán területről kilőtt Buk rakéta pusztította el a maláj utasszállítót. A Bellningcat oknyomozó portál 2015. május 31-i elemzésében tételesen cáfolt az orosz tárca állításait és azt állította, hogy az orosz minisztérium által közzétett felvételekről kimutatható, hogy azokat szoftveresen manipulálták.
2014. november 14-én az orosz állami R1 televízióban közzétettek egy műholdkép-hamisítványt, amin egy vadászgép lelő egy utasszállítót. Az orosz televízió igazinak állította a hamisítványt, ami szerintük bizonyítja, hogy egy ukrán vadászgép lőtte le az utasszállítót. Az orosz állami televízió azt állította, hogy a képet egy amerikai férfi juttatta el az Orosz Mérnökök Szövetségének és azt egy amerikai műhold készíthette. A képről még ugyanazon a napon kiderült, hogy hamisítvány. A montázson szereplő repülőgép nem Boeing 777-es, hanem Boeing 767-es típusú, és máshol szerepel rajta a légitársaság logója, mint ahol a lelőtt gépen szerepelt. A valóságban a gépet – a roncsról készült fotók alapján – baloldalán érte a találat, ám a fotón látható repülőgépet a rakéta jobbról közelíti. Kiderült az is, hogy a képen látható helyszín 13 kilométerre található attól, ahol az MH17 a valóságban repült, illetve hogy a gép erősen felhős időben repült aznap, míg a fotón csak néhány felhő látható. A képet vélhetően a Google 2012. augusztus 28-án készült műholdképének felhasználásával hamisították, mivel a felhők formája tökéletesen megegyezik a két képen.
2015 májusának elején a Novaja Gazeta orosz lap arról számolt be, hogy egy orosz szakértői vizsgálat is arra jutott, hogy az MH17-es utasszállítógéppel egy Buk rakéta végzett.
Pár nappal ezt követően azonban egy orosz állami bizottság ismét azt a verziót tálalta igazként, miszerint egy ukrán gép lőtte le az utasszállítót: a bizottság azt állította, hogy az ukrán légierő egyik szerelőjének önkéntes vallomása támasztja ezt alá.

## ENSZ vizsgálat elleni orosz vétó és nemzetközi vizsgálat
2015. július 29-én Oroszország vétójogával élve megakadályozta, hogy az ENSZ vizsgálóbizottságot állítson fel a tömeggyilkosság kivizsgálására, noha a testület 14 tagja közül 11 támogatta a javaslatot, három pedig tartózkodott.

## Holland bírósági eljárás és ítélet
2022 novemberében az ügyben ítéletet hozott a holland bíróság is. Az ítélet szerint bizonyított, hogy a gépet elpusztító orosz gyártmányú rakétát az Orosz Föderáció szállította az oroszbarát szeparatistáknak, és azt a szeparatisták által ellenőrzött területről lőtték ki. Az ítéletben két orosz állampolgárt Igor Vszevolodovics Girkint, Szergej Dubinszkijt, valamint egy ukrán állampolgárt, a szakadárok oldalán harcoló Leonyid Harcsenkot életfogytiglani börtönbüntetésre ítélték, egy orosz állampolgárt Oleg Pulatovot pedig felmentettek. A vádlottak egyike sem vett részt a tárgyaláson, így elkerülték a letartóztatást, bár Pulatov jogi képviselője jelen volt.